# Zaporozje-Kozakken

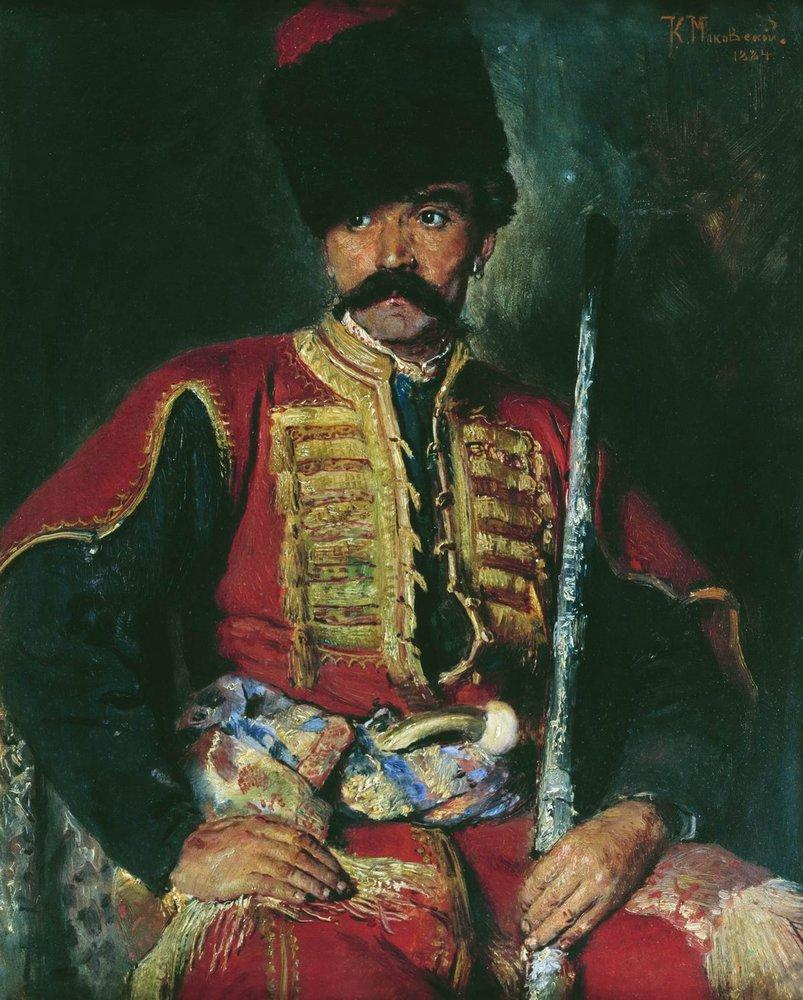
Zaporozje-Kozak door Konstantin Makovski, 1884

De Zaporozje-Kozakken, het Zaporozje Kozakkenleger, het Zaporozje-legioen (Oekraïens: Військо Запорозьке, geromaniseerd: Viisko Zaporozje, Russisch: Запорожские казаки) of gewoon Zaporozje waren Kozakken die achter (d.w.z. stroomafwaarts van) de Dnjepr-stroomversnellingen leefden, het land dat historisch ook bekendstaat als de Wilde Velden in wat nu Centraal-Oekraïne en Oost-Oekraïne is. Een groot deel van dit gebied werd in 1955-1956 overspoeld door de wateren van het Kachovka-reservoir.
Doordat lijfeigenen in de 15e eeuw de meer gecontroleerde delen van het Pools-Litouwse Gemenebest ontvluchtten, groeide de Zaporozka Sitsj snel. De Sitsj vestigde zich als een gerespecteerde politieke entiteit met een parlementair regeringssysteem. In de loop van de 16e eeuw tot ver in de 18e eeuw waren de Zaporozje-Kozakken een sterke politieke en militaire macht die het gezag van het Pools-Litouwse Gemenebest, het Tsaardom Rusland en het Kanaat van de Krim uitdaagde.
Het Zaporozje-legioen maakte een reeks conflicten en allianties door met de drie machten, waaronder het ondersteunen van een opstand in de 18e eeuw. Hun leider tekende een verdrag met de Russen. Het legioen werd aan het einde van de 18e eeuw met geweld ontbonden door het Keizerrijk Rusland, waarna een groot deel werd verplaatst naar de Koeban-regio aan de zuidrand van het Russische rijk, terwijl anderen in het zuiden van Oekraïne steden stichtten en uiteindelijk staatsboeren werden. De Kozakken speelden een waardevolle rol bij het veroveren van de Kaukasische stammen. In ruil daarvoor genoten ze aanzienlijke vrijheid, verleend door de tsaren.
De naam Zaporozje is afgeleid van de locatie van hun fort, de Sitsj, in Zaporizja ('land voorbij de stroomversnellingen', van het Oekraïense za = 'achter' en  poróhy = 'stroomversnellingen').

## Oorsprong
Het is niet duidelijk wanneer de eerste Kozakkengemeenschappen op de Beneden-Dnjepr zich begonnen te vormen. Er zijn tekenen en verhalen van soortgelijke mensen die al in de 12e eeuw op de Euraziatische steppe woonden, zoals de Zwarte Kloboekken. In die tijd werden ze geen Kozakken genoemd, aangezien 'kozak' een Turks woord is dat 'vrij man' betekent en zijn etymologie deelt met de etnische naam 'Kazach'. Het werd later een Oekraïens en Russisch woord voor 'vrijbuiter'. De steppen ten noorden van de Zwarte Zee werden bewoond door nomadische stammen zoals de Koemanen, Petsjenegen en Chazaren. De rol van deze stammen in de etnogenese van de Kozakken wordt betwist, hoewel latere Kozakkenbronnen een Chazaren-afkomst claimden.
Er waren ook groepen mensen die naar deze wilde steppen vluchtten vanuit het gecultiveerde Kievse Rijk om te ontsnappen aan onderdrukking of criminele vervolging. Hun levensstijl leek grotendeels op die van de mensen die nu Kozakken worden genoemd. Ze leefden voornamelijk van jagen en vissen en het plunderen van de Aziatische stammen voor paarden en voedsel. In de 16e eeuw verenigde Dmytro Vyshnevetsky, een Oekraïens edelman, deze verschillende groepen in een sterke militaire organisatie.
De Kozakken van Zaporozje hadden verschillende sociale en etnische afkomsten. Ze bestonden voornamelijk uit ontsnapte lijfeigenen die de voorkeur gaven aan de gevaarlijke vrijheid van de wilde steppen, in plaats van te leven onder de heerschappij van Poolse aristocraten. Echter, stedelingen, lagere edelen en zelfs Krim-Tataren werden deel van het Kozakken-legioen. Ze moesten de oosterse orthodoxie als hun religie accepteren en de rituelen en gebeden ervan overnemen.
De nomadische hypothese was dat de Kozakken afkomstig waren van een of meer nomadische volkeren die in verschillende perioden op het grondgebied van de noordelijke Zwarte Zee leefden. Volgens deze hypothese waren de voorouders van de Kozakken de Scythen, Sarmaten, Chazaren, Koemanen, Zwarte Kloboekken, Circassiërs, Tataren en anderen. De nomadische hypothese van de oorsprong van de Kozakken werd gevormd onder invloed van de Poolse historische school van de 16e en 17e eeuw en was verbonden met de theorie van de Sarmatische oorsprong van de adel. Volgens de traditie om de oorsprong van de staat of het volk af te leiden van een bepaald volk uit de oudheid, pleitten de Kozakken-kroniekschrijvers van de 18e eeuw voor de Chazaren-oorsprong van de Kozakken. Met de uitbreiding van de bronnenbasis en de vorming van de historische wetenschap werden nomadische hypothesen verworpen door de officiële geschiedschrijving. Alexander Rigelman wees als eerste op de onvolmaaktheid van de hypothese. In de 20e eeuw was de Russische wetenschapper Gumilyov een apologeet voor de Kiptsjaken-oorsprong van de Kozakken.

## Organisatie

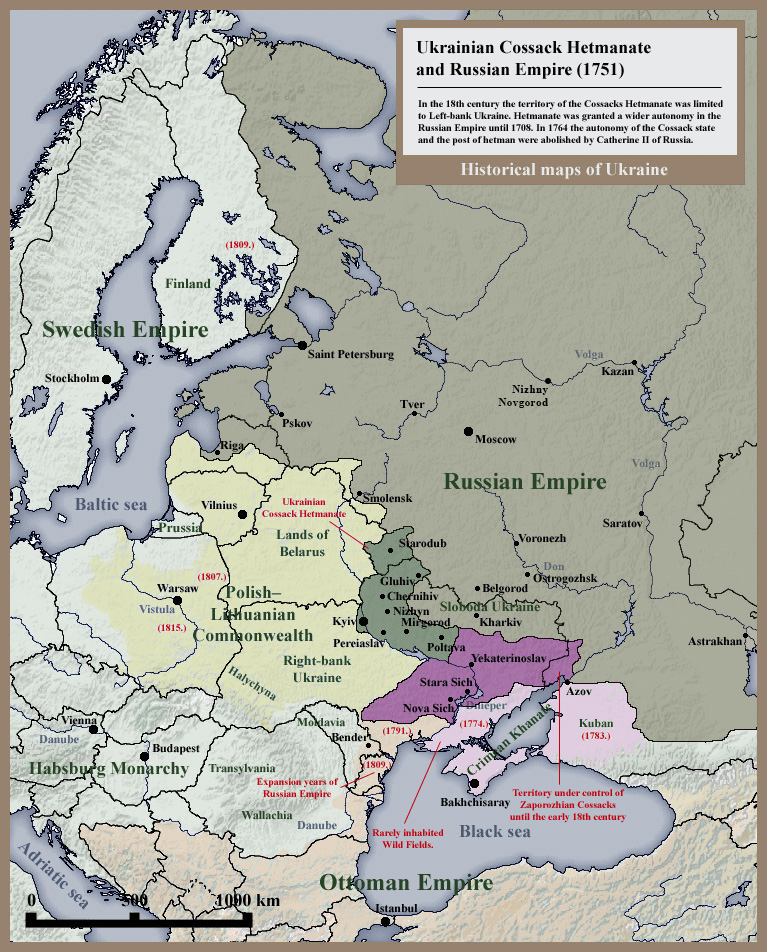
Historische kaart van het Oekraïense Kozakken-Hetmanaat en grondgebied van de Zaporozje-Kozakken onder heerschappij van het Russische rijk (1751).

Het Zaporozje-legioen ontwikkelde zich op basis van unieke tradities en gebruiken die gedurende decennia voornamelijk onder het Zaporozje-legioen waren gevormd, genaamd de Kozakkencode. Het legioen had zijn eigen militaire en territoriaal administratieve indeling: 38 koerins en vijf tot acht palanka's (territoriale districten) evenals een origineel systeem van bestuur met drie niveaus: militaire leiders, militaire functionarissen, leiders van palanka's. Alle militaire leiders (starsjyna) werden op 1 januari voor een jaar gekozen door de Algemene Militaire Raad. Op basis van dezelfde gebruiken en tradities werden de rechten en plichten van officieren expliciet gecodificeerd. Het Zaporozje-legioen ontwikkelde een origineel gerechtelijk systeem, aan de basis waarvan de gewoonterechtelijke Kozakkencode lag. De normen van de code werden bevestigd door de sociale relaties die zich tussen de Kozakken hadden ontwikkeld. Sommige bronnen verwijzen naar de Zaporozka Sitsj als een 'Kozakkenrepubliek', aangezien de hoogste macht daarin behoorde tot de vergadering van al haar leden, en omdat haar leiders waren gekozen.
Officieel droeg de leider van het Zaporozje-legioen nooit de titel van hetman, terwijl alle leiders van Kozakkenformaties officieus zo werden genoemd. Het hoogste bestuursorgaan binnen het Zaporozje-legioen was de Sitsj Rada (raad). Beslissingen van de raad werden beschouwd als de mening van de hele gemeenschap en werden verplicht opgevolgd door elk lid van de Kozakkenkameraadschap. Tijdens de Sitsj Rada werden kwesties van binnenlands en buitenlands beleid beoordeeld, verkiezingen van militaire starsjyna gehouden, land toegewezen, de ergste vormen van criminaliteit bestraft, enz.
Het Zaporozje-legioen, hoewel nauw verbonden met het Kozakken-Hetmanaat, had zijn eigen administratie en orders. Voor militaire operaties waren de Kozakken van de Sitsj georganiseerd in Kosjovy. Kosjovy is een oude term voor een versterkt kamp, die in de 11e-16e eeuw werd gebruikt en die later door de Kozakken werd overgenomen. Kosjovy was het centrale regeringsorgaan van de Sitsj dat bevoegd was voor administratieve, militaire, financiële, juridische en andere zaken. De Kosjovy otaman werd op jaarlijkse basis verkozen door de Sitsj Rada en was een raad van alle Kozakken. Kosjovy-verkiezingen vonden plaats op 1 januari, 1 oktober (voorbede van de Theotokos Pokrova), of op de 2e-3e dag na Pasen.
Er was een militaire rechtbank van Kozakken, die geweld en diefstal onder landgenoten streng bestrafte, alsook het brengen van vrouwen naar de Sitsj, alcoholgebruik in periodes van conflict, etc. Er waren ook kerken en scholen, die religieuze diensten en basisonderwijs aanboden. De Oosters-Orthodoxe Kerk had de voorkeur en maakte deel uit van de nationale identiteit.
In tijden van vrede waren de Kozakken bezig met hun beroep, woonden bij hun families, bestudeerden strategie, talen en waren bezig met het opleiden van rekruten. In tegenstelling tot andere legers waren Kozakken vrij om hun favoriete wapen te kiezen. Rijke Kozakken droegen liever zware pantsers, terwijl infanteristen liever eenvoudige kleding droegen, hoewel ze ook af en toe maliënkolders droegen.
In die tijd waren de Kozakken een van de beste militaire organisaties in Europa en waren ze in dienst van Russische, Poolse en Franse rijken.

### Koerins van het Zaporozje-legioen
- Levushkovsky
- Plastunovsky
- Dyadkovsky
- Bryukhovetsky
- Vedmedovsky
- Platmyrovsky
- Pashkovsky
- Kushchevsky
- Kyslyakovsky
- Ivanovsky
- Konelovsky
- Serhiyevsky
- Donsky
- Krylovsky
- Kanivsky
- Batoerynsky
- Popovychevsky
- Vasyurynsky
- Nezamaikovsky
- Irkliyevsky
- Shcherbynovsky
- Tytarovsky
- Shkurynsky
- Koerenevsky
- Rohovsky
- Korsoensky
- Kalnybolotsky
- Hoemansky
- Derevyantsovsky
- Stebliyivsky-boven
- Stebliyivsky-beneden
- Zherelovsky
- Pereslavsky
- Poltavsky
- Myshastovsky
- Minsky
- Tymoshevsky
- Velychkovsky

Naast de bovengenoemde koerins waren er ook een groot aantal andere koerins buiten het legioen.

### Kozakken Regalia (Kleinody)

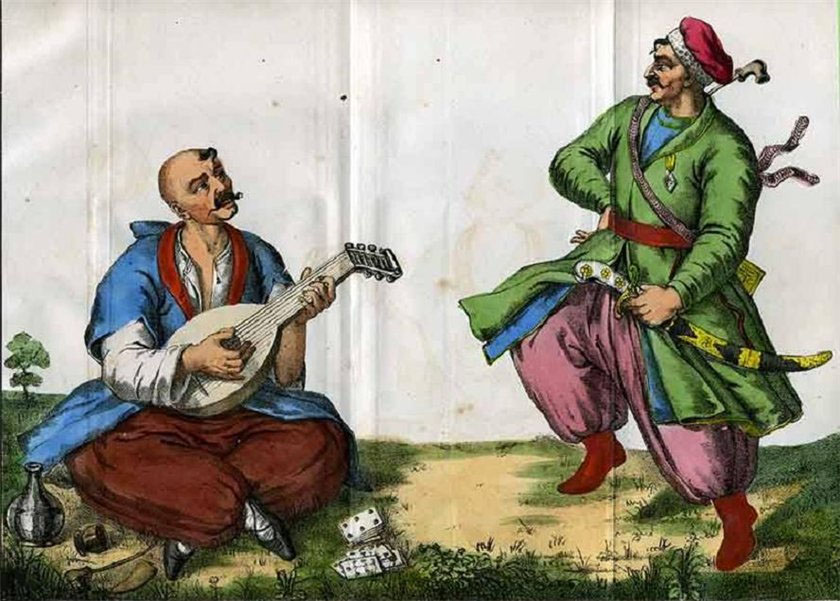
Zaporozje-Kozak met bandura

De belangrijkste items van het legioen waren de Kozakken kleinody (altijd in meervoud; gerelateerd aan Imperiale Regalia) bestaande uit waardevolle militaire onderscheidingen, regalia en attributen van de Oekraïense Kozakken. Deze kleinody waren in gebruik tot de 19e eeuw. De Poolse koning Stefanus Báthory kende op 20 augustus 1576 kleinody toe aan Bohdan Roezhynsky en de Zaporozje-Kozakken waaronder khoroehva, boentsjoek, boelawa 'knots' en een zegel met een wapen waarop een Kozak was afgebeeld met een samopal-'geweer'. De kleinody werden aan hetmanassistenten toegewezen voor bewaring, dus verschenen er rangen als chorąży ('vlagdrager'), bunchuzhny ('stafmedewerker'), enz. Later werden  pernaches, pauken (lytavry), koerin-banieren (insignes), wapenstokken en andere, onderdeel van de Kozakken kleinody.
Het hoogste symbool van macht was de boelawa of foelie gedragen door hetmans en Kosjivy otamans. Bohdan Chmelnytsky droeg bijvoorbeeld al vanaf 1648 een met zilvergoud bedekte boelawa versierd met parels en andere waardevolle edelstenen. De Kozakkenkolonels hadden pernachs (shestopers) - kleinere geribbelde boelawas die achter een riem werden gedragen.

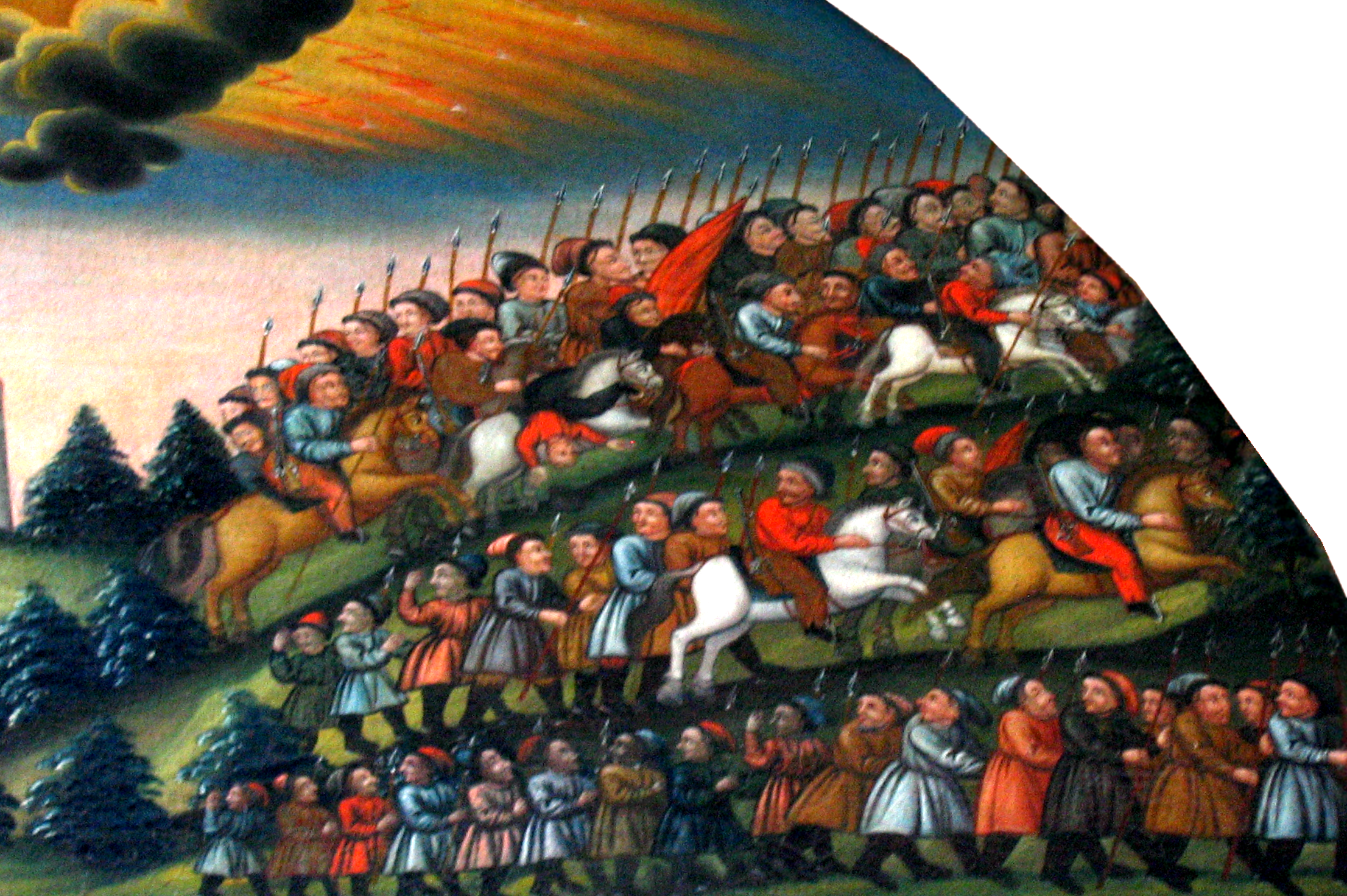
Kozakkenleger in 1648

Het zegel van het Zaporozje-legioen werd geproduceerd in een ronde vorm uit zilver met een afbeelding van Kozakken in een puntmuts op een hoofd, in kaftan met knopen op een borst, met een sabel (shablya), poederfles aan een zijkant, en een zelfgemaakt geweer (samopal) op de linkerschouder. Rond het zegel stond de inscriptie 'Zegel van het glorieuze Zaporozje-legioen'. De zegels van palanka's en koerins waren rond of rechthoekig met afbeeldingen van leeuwen, herten, paarden, maan, sterren, kronen, lansen, sabels en bogen.
Khoroehva was meestal van een karmozijnrode kleur geborduurd met wapenschilden, heiligen, kruisen en anderen. Het werd altijd voor het leger gedragen naast de hetman of otaman. Een insigne (znachok) was een naam voor de vaandels van een koerin of eenheid (sotnia). Er was een traditie dat de nieuw gekozen kolonel op eigen kosten de vlag van de palanka moest voorbereiden. Een van de banieren werd tot 1845 bewaard in Koeban en was gemaakt van weefsel in twee kleuren: geel en blauw. Keteltrommen (lytavry) waren grote koperen ketels die met leer waren bespannen voor het overbrengen van verschillende signalen (Kozakken oproepen naar een raad, alarm slaan enz.).

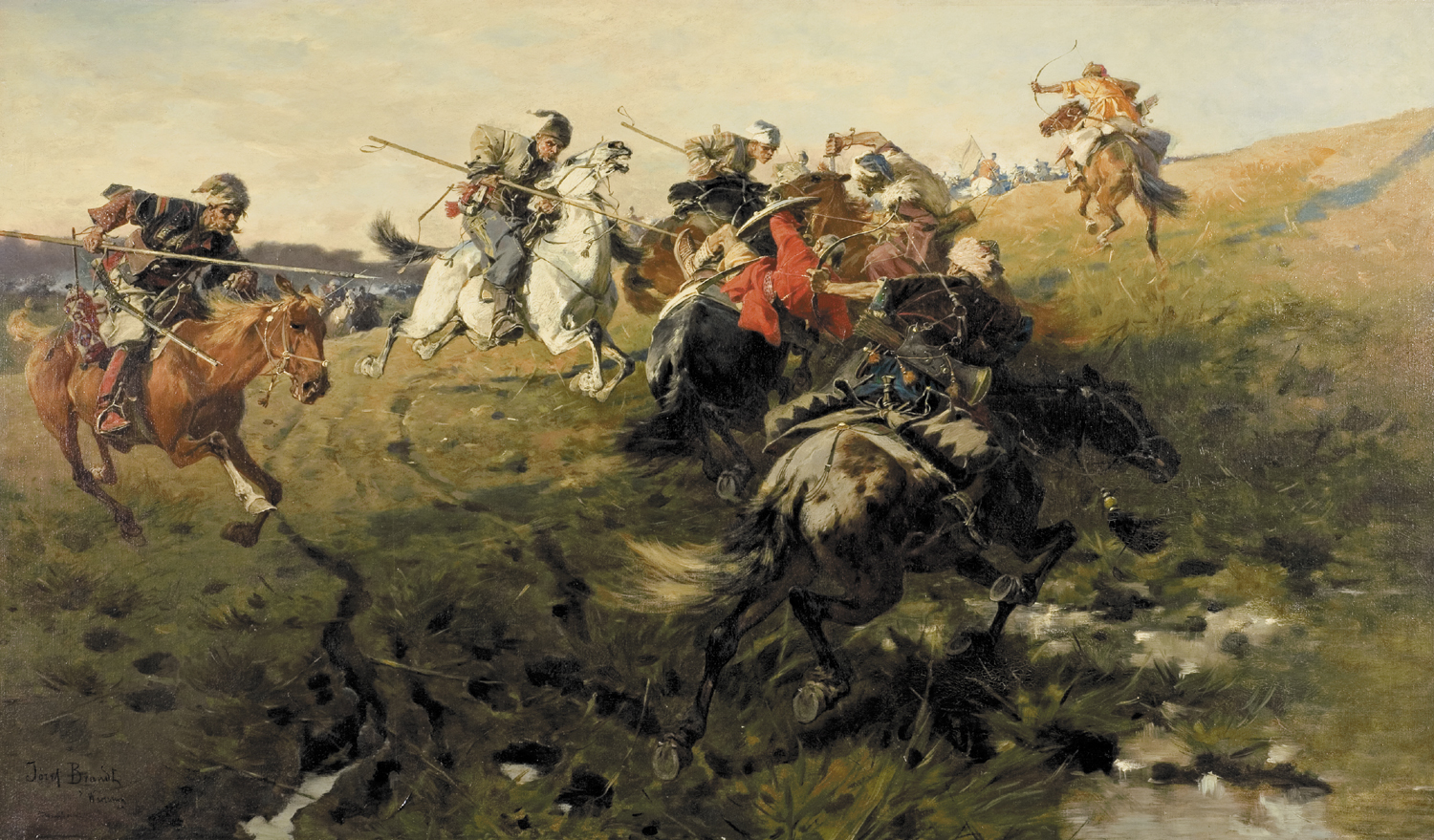
Zaporozje-Kozakken vechten tegen Tataren uit het Kanaat van de Krim, door Józef Brandt.

Elke kleinody werd toegekend aan een duidelijk toegewezen lid van Kozakken-starsjyna (officierschap). Bij het Zaporozje-legioen werd de boelawa bijvoorbeeld aan de otaman gegeven; de khoroehva - aan de hele menigte, hoewel gedragen door een khoroenzhy; de bosoek werd ook aan de otaman gegeven, maar gedragen door een bosoezhny of bosoek-kameraad; het zegel werd bewaard door een militaire rechter, terwijl de zegels van de koerin - op de koerin Otaman, en de zegels van de palanka - op de kolonel van een bepaalde palanka; de pauken waren in het bezit van een dovbysh (trommelaar); de staven - naar een leger osavoel; de insignes werden gegeven aan alle 38 koerins die in het bezit waren aan de toegewezen kameraden van de badge. Alle kleinody (behalve de paukenstokken) werden opgeslagen in de Sitsj Pokrova kerkschatkist en werden er alleen op speciale bestelling van Kosjovy otaman uit gehaald. De paukenstokken werden in de koerin bewaard met de toegewezen dovbysh. Soms werd een deel van de kleinody beschouwd als een grote zilveren inktpot (kalamar), een attribuut van een militaire schrijver (pysar) van het Zaporozje-legioen. Soortgelijke kleinoden hadden het officierschap van het Kozakken-Hetmanaat, de Koeban-Kozakken, Donau-Kozakken en andere Kozakkenverenigingen.
Na de vernietiging van de Sitsj en de liquidatie van de Oekraïense Kozakken werden de kleinody verzameld en weggegeven voor opslag in het Hermitage en de Transfiguratiekathedraal in Sint-Petersburg, het Kremlinarsenaal in Moskou en andere opslagplaatsen. Tegen het einde van de 19e eeuw bewaarde het Hermitage zeventien koerin-banieren en één khoroehva, de Transfiguratiekathedraal bevatte 20 koerin-banieren, drie bundels, één zilveren boelawa en één met zilver en goud bedekt stokje. Vandaag is het lot van die nationale schatten van het Oekraïense volk onbekend. Na de Februarirevolutie in 1917 nam de Russische Voorlopige Regering de besluiten aan om hen terug te sturen naar Oekraïne, maar door de Oktoberrevolutie van hetzelfde jaar werd de beslissing niet uitgevoerd. Met de afkondiging van de onafhankelijkheid heeft de Oekraïense regering de kwestie van de teruggave van de nationale culturele kostbaarheden aan de orde gesteld voor de leiding van Rusland; er zijn echter nooit specifieke afspraken gemaakt.

## Nalatenschap
Hoewel de Zaporozka Sitsj in 1775 formeel ophield te bestaan, liet hij een diepgaande culturele, politieke en militaire erfenis na in Oekraïne, Rusland, Polen, Turkije en andere staten die ermee in contact kwamen. De wisselende allianties van de Kozakken hebben tot controverse geleid, vooral in de 20e eeuw. Voor de Russen gaf het Verdrag van Pereslavl het Tsaardom Rusland en later het Russische Rijk de impuls om het Land van de Roes over te nemen, rechten op te eisen als de enige opvolger van het Kievse Rijk, en om de Russische tsaar uit te roepen tot beschermer van alle Russen, culminerend in de panslavisme-beweging van de 19e eeuw.

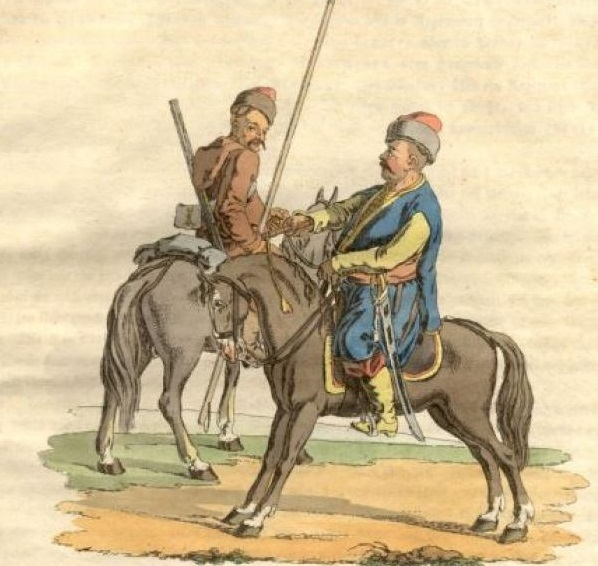
Zwarte Zee-Kozakken, c. 1807

De meeste Koeban-Kozakken (moderne afstammelingen van de Zaporozje) blijven trouw aan Rusland. Velen vochten mee in de lokale conflicten na de ontbinding van de Sovjet-Unie en net als vóór de revolutie, toen ze de privégarde van de keizer vormden, bestaat de meerderheid van het Presidentiële Kremlinregiment uit Koeban-Kozakken.
Voor het Pools-Litouwse Gemenebest markeerde de Chmelnytskyopstand en de val van de Zaporozje-Kozakken effectief het begin van het einde van de Potop, wat leidde tot de geleidelijke ondergang van het Gemenebest en uiteindelijk de Poolse Delingen in de late 18e eeuw. Een soortgelijk lot wachtte zowel het Kanaat van de Krim als het Ottomaanse Rijk; na talloze invallen en aanvallen van hen beiden te hebben doorstaan, hielpen de Zaporozje-Kozakken het Russische leger bij het beëindigen van de ambities van Turkije om uit te breiden naar Noord- en Centraal-Europa, en net als Polen begon het Ottomaanse rijk na het verlies van de Krim te krimpen.

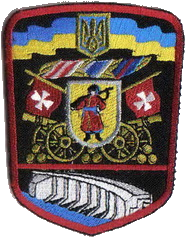
Schouderembleem van de 55e Artilleriebrigade 'Zaporozka Sitsj' van het Oekraïense leger

De historische erfenis van de Zaporozje-Kozakken vormde en beïnvloedde een idee van Oekraïens nationalisme in de tweede helft van de 19e eeuw. Oekraïense historici, zoals Adrian Kashtsjenko (1858-1921), Olena Apanovitsj en anderen suggereerden dat de definitieve afschaffing van de Zaporozka Sitsj in 1775 de ondergang was van een historisch Oekraïens bolwerk. Deze beweging eiste een duidelijke Oekraïense nationaliteit op en probeerde aanspraak te maken op de Zaporozje-Kozakken als voorouders. Tijdens het Sovjet-tijdperk werd het nationalistische aspect (officieel) minder benadrukt om de opkomst ervan te onderdrukken; de viering van de historische rol van Zaporozje-Kozakken in de verdediging van Muscovië tegen de Turken werd in de verf gezet.
Zaporozje kleding, liederen en muziek vonden hun weg naar officiële staatsdans- en muziekensembles, en beïnvloedde het imago van Oekraïne in de komende jaren. Sinds de onafhankelijkheid van Oekraïne in 1991 hebben pogingen om de levensstijl van de Kozakken te herstellen zich geconcentreerd op politiek, paardrijden en cultuur. In november 2016 werden de Kozakkenliederen van Oblast Dnjepropetrovsk ingeschreven op de UNESCO Lijst van Immaterieel Cultureel Erfgoed.
Momenteel wordt het Kozakkenbolwerk van Zaporozje Khortytsia gezien als een symbool van de Oekraïense staat.